# 네팔의 재외공관 목록

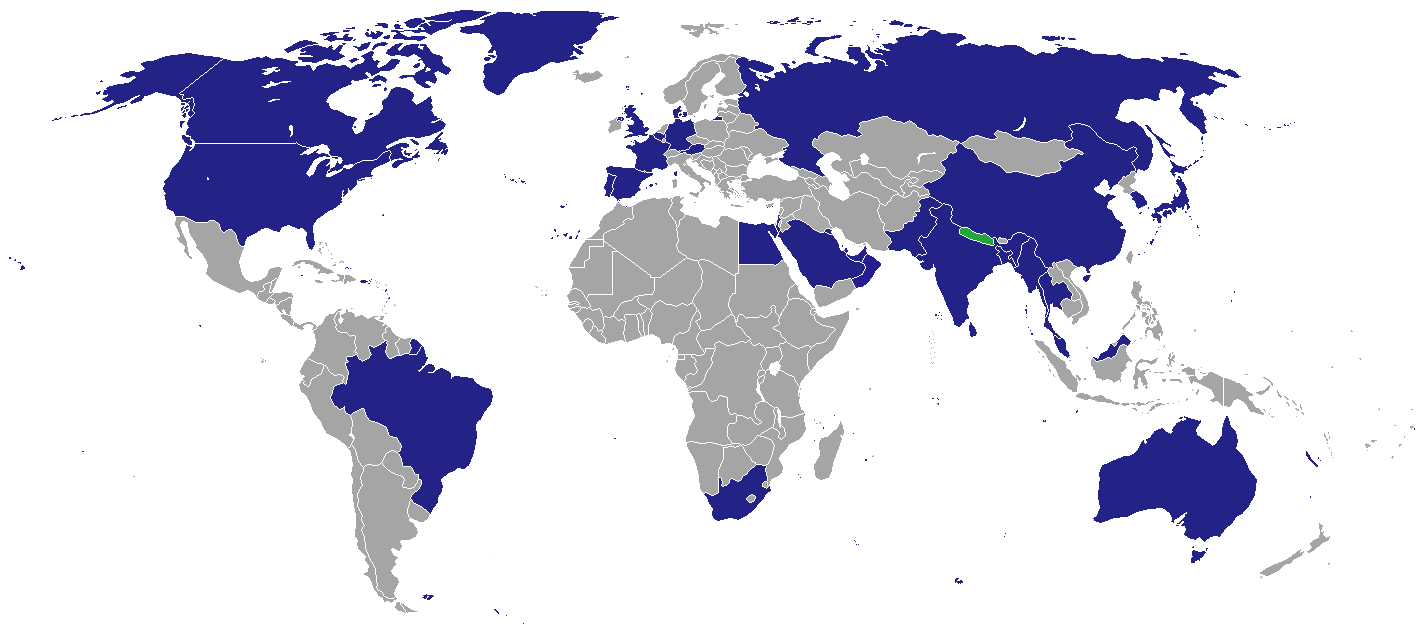
다른 나라에 상주하고 있는 네팔 대사관:
네팔
대사관

네팔의 재외공관 목록은 네팔 주재 대사관을 각국에 상주시켜 놓는 것을 의미하며, 네팔의 재외공관을 나열한 목록이다.

## 아프리카

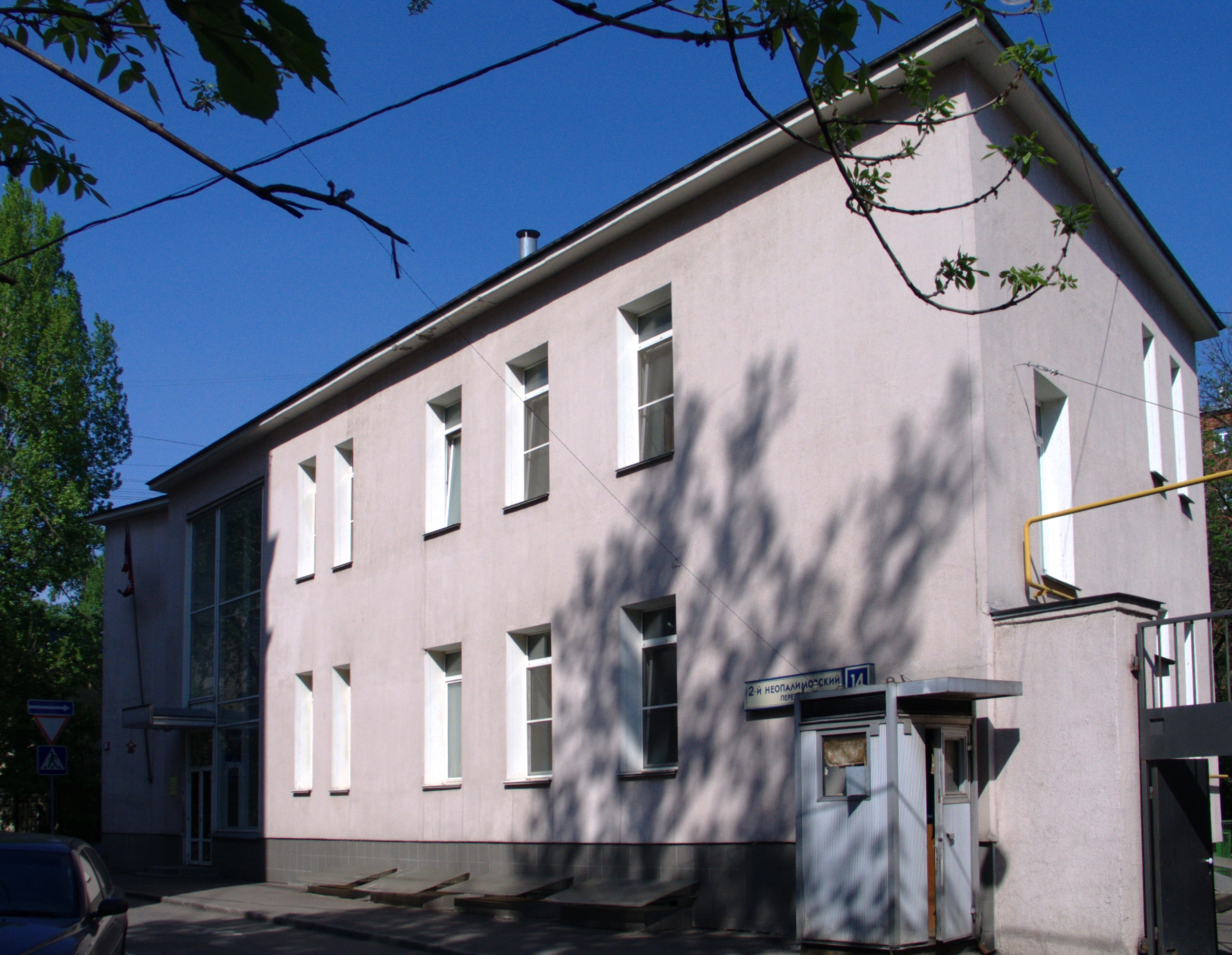
모스크바 주재 네팔 대사관

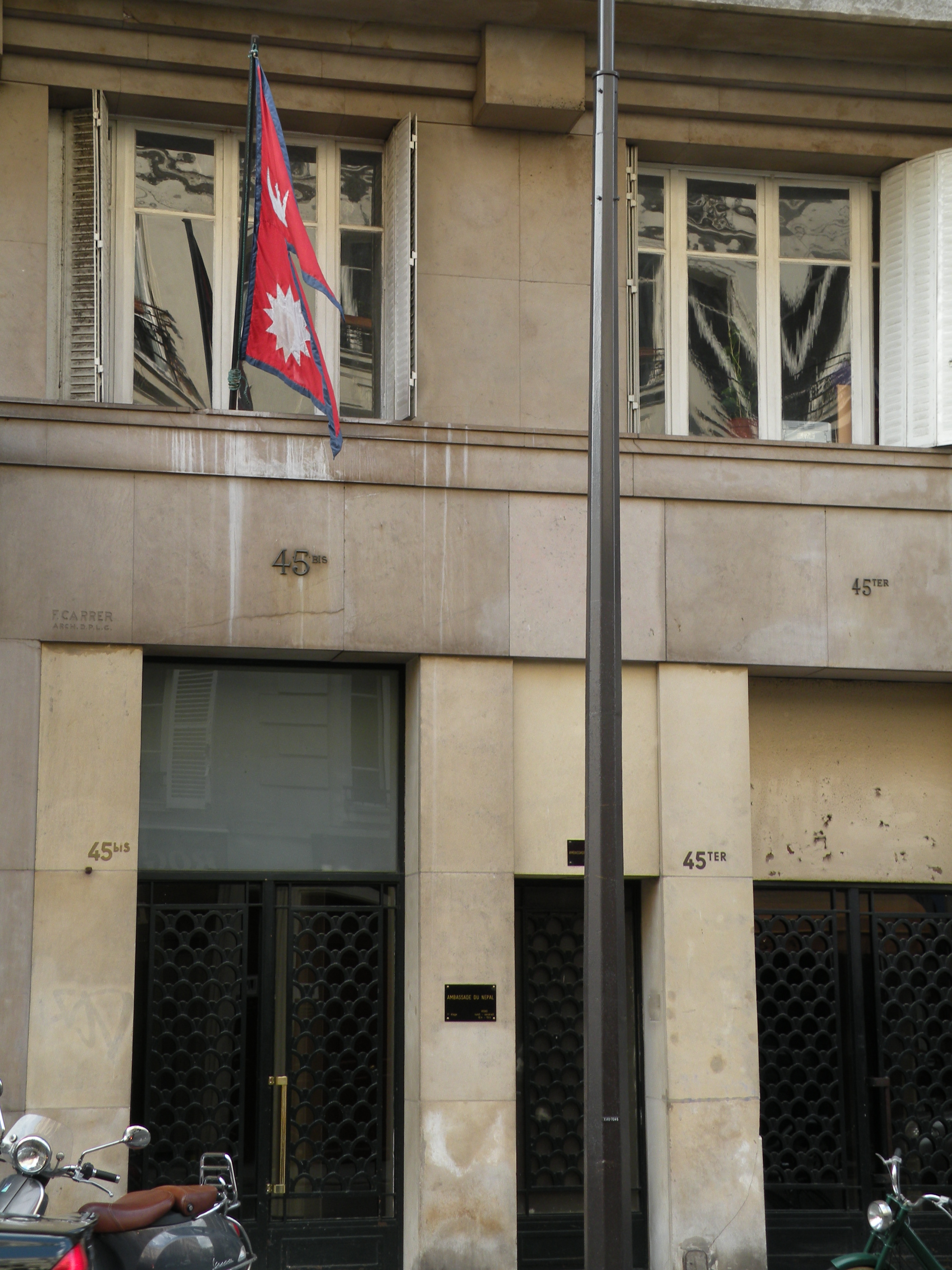
파리 주재 네팔 대사관

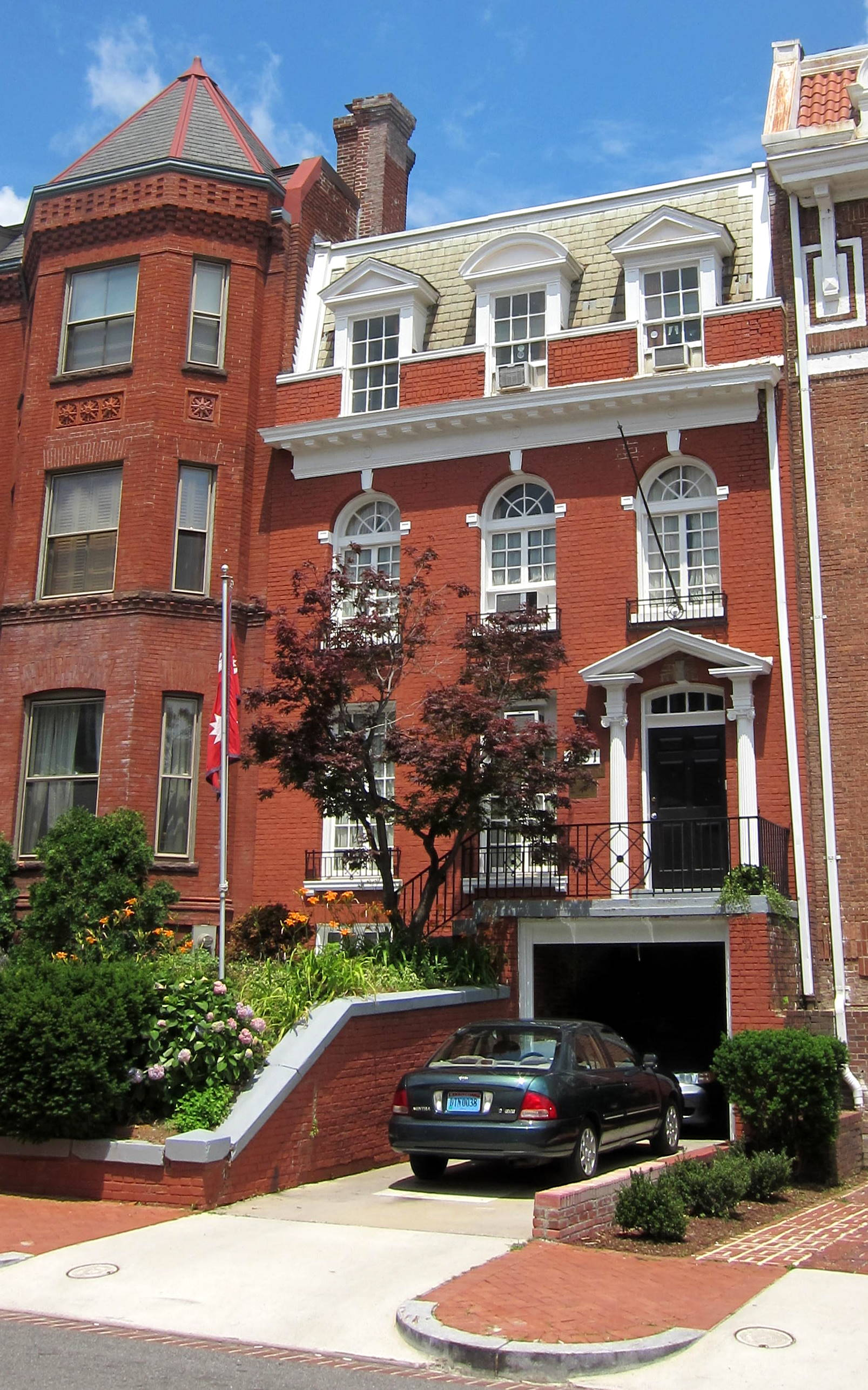
워싱턴 D.C. 주재 네팔 대사관

- 이집트 : 카이로 (대사관)
- 남아프리카 공화국 : 프리토리아 (대사관)

## 아메리카
- 미국 : 워싱턴 D.C. (대사관)
- 캐나다 : 오타와 (대사관)
- 브라질 : 브라질리아 (대사관)

## 오세아니아
- 오스트레일리아 : 캔버라 (대사관)

## 유럽
- 영국 : 런던 (대사관)
- 벨기에 : 브뤼셀 (대사관)
- 프랑스 : 파리 (대사관)
- 독일 : 베를린 (대사관)
- 러시아 : 모스크바 (대사관)
- 덴마크 : 코펜하겐 (대사관)

## 아시아
- 바레인 : 마나마 (대사관)
- 방글라데시 : 다카 (대사관)
- 중화인민공화국 : 베이징시 (대사관), 홍콩·라싸시 (총영사관)
- 인도 : 뉴델리 (대사관), 콜카타 (총영사관)
- 이스라엘 : 텔아비브 (대사관)
- 일본 : 도쿄 (대사관)
- 대한민국 : 서울특별시 (대사관)
- 쿠웨이트 : 쿠웨이트시티 (대사관)
- 말레이시아 : 쿠알라룸푸르 (대사관)
- 미얀마 : 양곤 (대사관)
- 오만 : 무스카트 (대사관)
- 파키스탄 : 이슬라마바드 (대사관)
- 카타르 : 도하 (대사관)
- 사우디아라비아 : 리야드 (대사관), 지다 (영사관)
- 스리랑카 : 콜롬보 (대사관)
- 태국 : 방콕 (대사관)
- 아랍에미리트 : 아부다비 (대사관)

## 국제 기관 대표부
- 뉴욕 : UN 네팔 정부 대표부
- 브뤼셀 : EU 캄보디아 정부 대표부
- 제네바 : 뉴욕과 같음

## 같이 보기
- 네팔 주재 외국공관 목록